# Sebastian Joseph-Day
Sebastian Joseph-Day (Stroudsburg, 21 marzo 1995) è un giocatore di football americano statunitense che milita nel ruolo di defensive tackle per i Tennessee Titans della National Football League (NFL).

## Carriera

### Los Angeles Rams
Joseph-Day fu scelto dai Los Angeles Rams nel corso del sesto giro (195º assoluto) del Draft NFL 2018. Dopo essere rimasto inattivo in ogni partita della sua stagione da rookie, divenne stabilmente titolare nel 2019 e nel 2020.
Il 5 novembre 2021, Joseph-Day fu inserito in lista infortunati poiché dovette sottoporsi a un'operazione chirurgica a un muscolo pettorale. Tornò nel roster attivo l'11 febbraio 2022, due giorni prima del Super Bowl LVI. Nella finalissima scese in campo da subentrato nella vittoria contro i Cincinnati Bengals 23-20.

### Los Angeles Chargers
Il 16 marzo 2022 Joseph-Day firmò un contratto triennale da 24 milioni di dollari con i Los Angeles Chargers. Nell'ultimo turno della stagione 2022 fece registrare un intercetto ai danni di Russell Wilson dei Denver Broncos.

### San Francisco 49ers
Il 27 dicembre 2023 Joseph-Day firmò con i San Francisco 49ers. Con essi raggiunse il Super Bowl LVIII nel febbraio 2024, perdendo contro i Kansas City Chiefs.

### Tennessee Titans
Il 20 marzo 2024 Joseph firmò con i Tennessee Titans.

## Palmarès
- Super Bowl : 1

Los Angeles Rams: LVI
- National Football Conference Championship: 2

Los Angeles Rams: 2021
San Francisco 49ers: 2023